# Blizuizraznica
Blízuizráznica, blízuzvóčnica ali paroním je v jezikoslovju beseda ali besedna zveza, ki je pisno ali glasovno enaka ali podobna kaki drugi pomensko različni besedi, besedni zvezi. Zaradi podobne pisne in glasovne podobe se jih v rabi pogosto zamenjuje.

### Zgledi blizuizraznic v slovenščini[3][5]
- delaven – deloven,
- strmeti – stremeti,
- opreti – upreti,
- osvajati – usvajati,
- trenerka – trenirka,
- upravičiti – opravičiti.